# Klastisk bergart

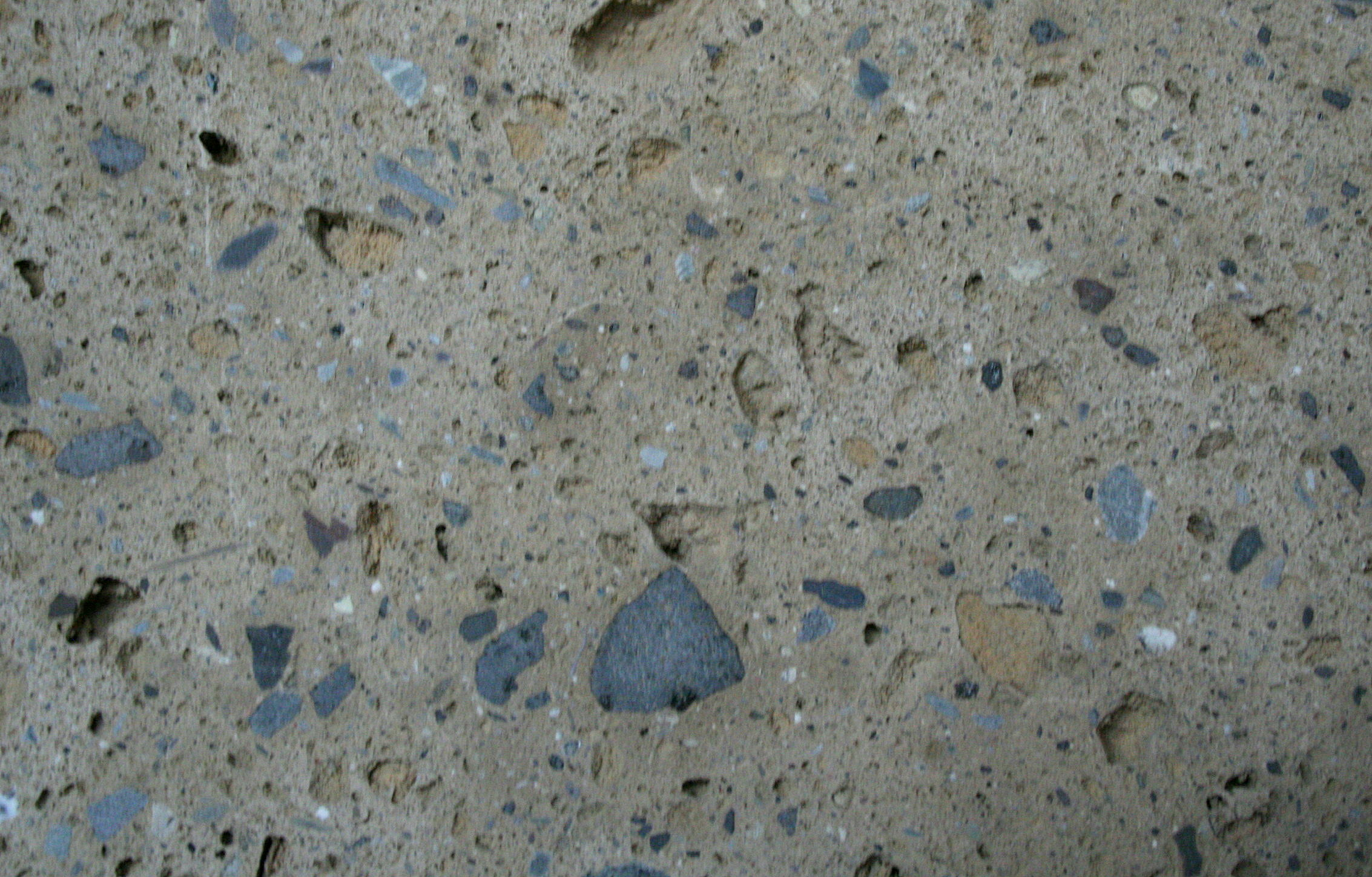
Tuff bestående av diverse olikstora stenar, inneslutna i en matrix av vulkanaska.

Att en bergart är klastisk (från grekiska κλαστος, klastos, "bruten", "i stycken") innebär att den är helt eller delvis uppbyggd av beståndsdelar, klaster, som existerade före bergartens bildande och som inte "förändrats" vid bildandet. Klaster kallas brottstycken eller partiklar som bildats genom kemisk vittring, pyroklastiska partiklar eller detrituspartiklar. Materialet mellan dessa klaster kallas matrix. Exempel på klastiska bergarter är breccia och konglomerat som består av stenfragment, sandsten som består av sandkorn eller lerskiffer som består av lerpartiklar. Klastiska bergarter som uppkommit genom vittring och sedimentation, det villa säga sedimentära bergarter, kallas epiklastiska (eller ofta bara klastiska), medan sådana som uppkommer genom vulkanisk aktivitet kallas pyroklastiska. 

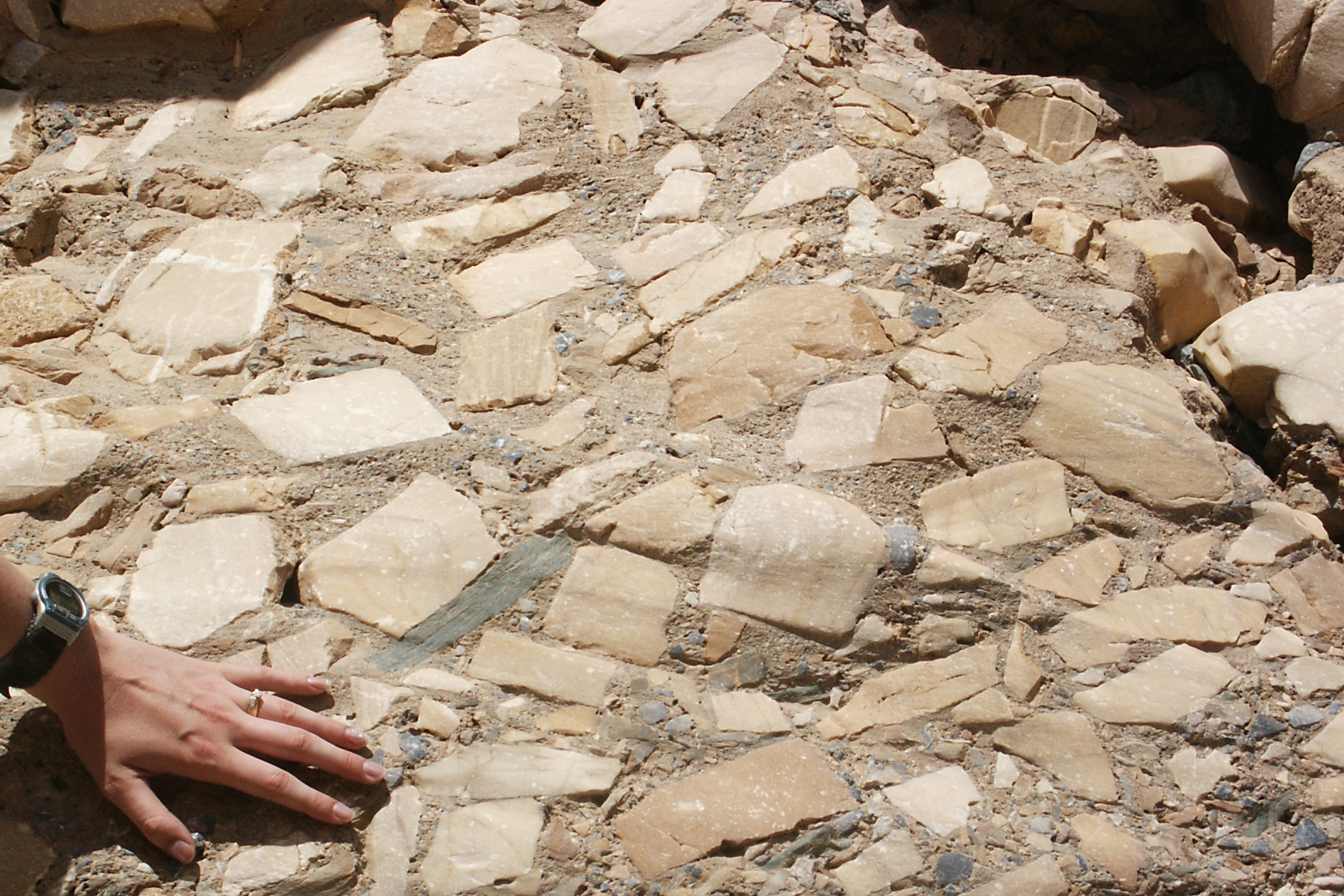
Breccia består av kantiga stenfragment.
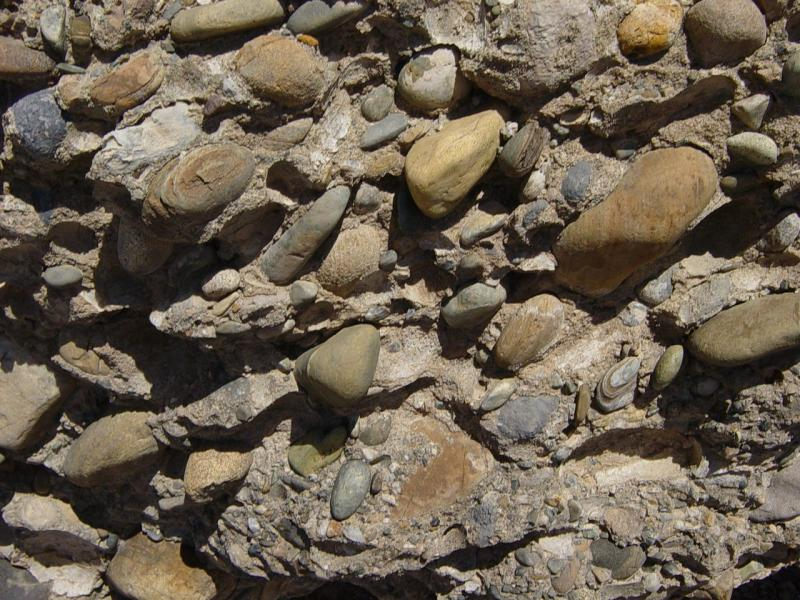
I ett konglomerat har de ingående stenarna fått en avrundad form genom vittringsprocesser.
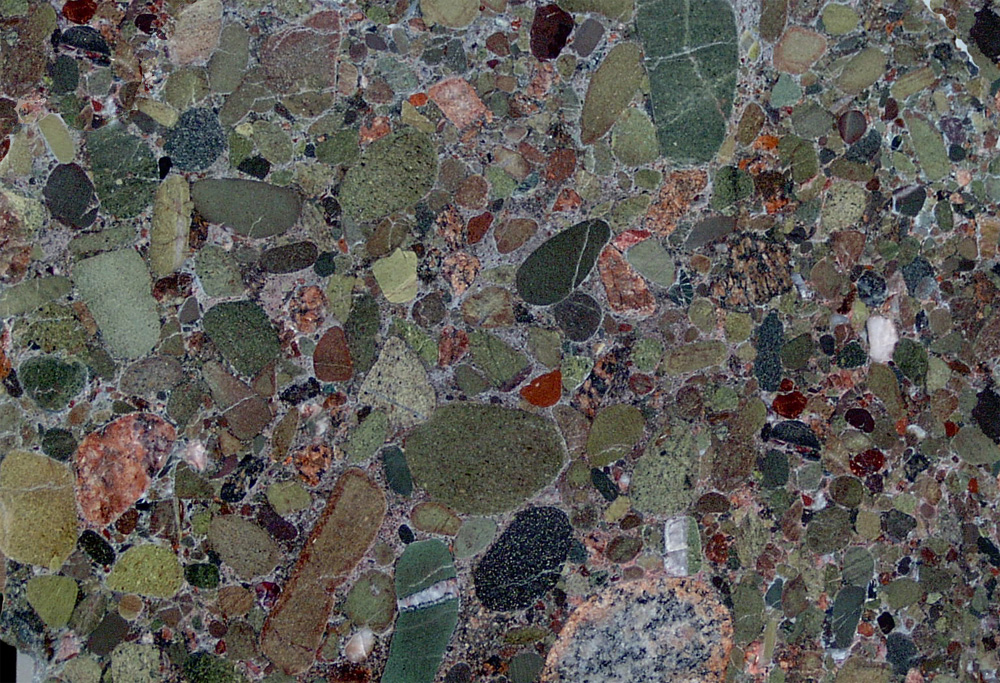
Polerad snittyta av konglomerat från Smøla i Norge.
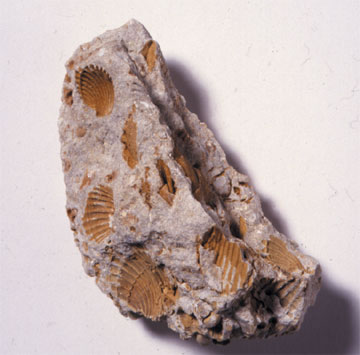
Även denna kalksten med fossila musselskal kan betraktas som klastisk.
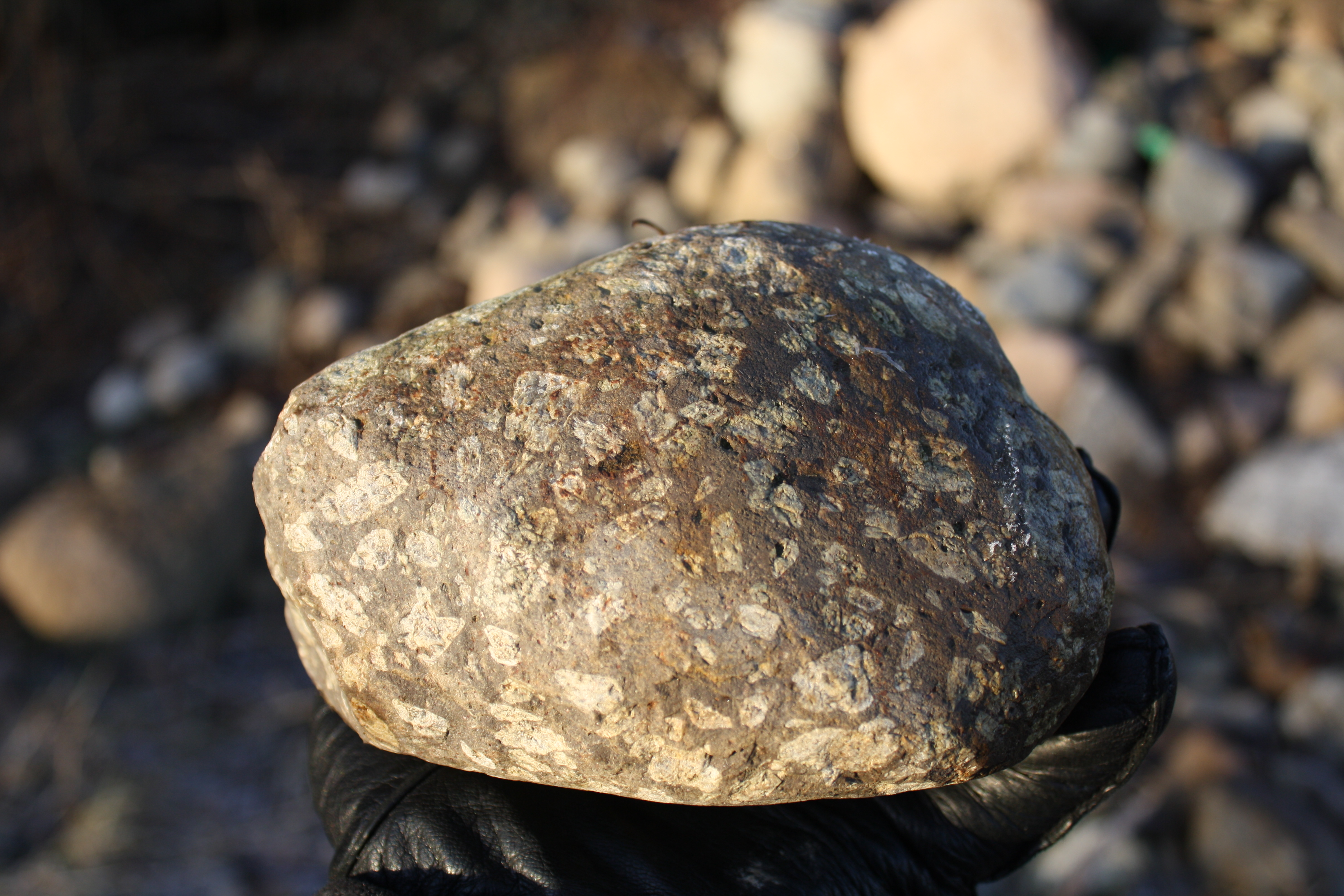
Denna rombporfyr är däremot inte klastisk. De stora fältspatskristallerna bildades här i samband med bergartens bildande.